# إيرين مونتيرو
إيرين مونتيرو (من مواليد 13 فبراير 1988) نائبة سياسية إسبانية وعالمة نفس، عضو في حزب بوديموس. تشغل حاليًا منصب وزيرة المساواة في إسبانيا منذ 13 يناير 2020. وهي شريك بابلو إغليسياس توريون المؤسس والزعيم السابق لحزبها.
منذ يناير 2016 كانت مونتيرو أيضًا نائبة عن مدريد في مجلس النواب، ومن فبراير 2017 إلى يناير 2020 كانت المتحدث باسم المجموعة البرلمانية متحدين نستطيع معا في الكونجرس.

## الجدل
وفقًا للجريدة الرسمية الصادرة في 26 مارس 2021 تحولت أيرين مونتيرو من امتلاكها 6.823 يورو إلى 629.969 يورو في 5 سنوات، ومنذ أن بدأت حياتها المهنية السياسية. ونتيجة لذلك سأل النائب بابلو كامبرونيرو حكومة إسبانيا عما إذا كانت ستحقق في مثل هذه الزيادة المشبوهة للثروة حيث ارتفعت أكثر من 100 مرة منذ أن بدأت حياتها المهنية السياسية.
ومع ذلك فقد ثبت أن هذه المعلومات هي أخبار كاذبة، حيث يأتي المال من ميراث والدها المتوفى.